# Абдул Рахман, Замброз
Замброз Абдул Рахман (англ. Zambrose Abdul Rahman, 18 января 1944, Серембан — 6 июня 2020, Серембан) — малайзийский легкоатлет, выступавший в беге на средние дистанции, барьерном беге и десятиборье. Участник летних Олимпийских игр 1968 года, трёхкратный чемпион Игр Юго-Восточной Азии 1967 и 1969 годов.

## Биография
Замброз Абдул Рахман родился 18 января 1944 года в малайзийском городе Серембан.
В 1967—1970 годах четырежды становился чемпионом Малайзии по лёгкой атлетике в беге на 400 метров с барьерами и установил два рекорда страны в 1962 и 1963 годах.
Трижды выигрывал золотые медали Игр Юго-Восточной Азии. В 1967 и 1969 годах победил в беге на 400 метров с барьерами. В 1969 году в составе сборной Малайзии также первенствовал в эстафете 4х400 метров. В 1971 году выступал в десятиборье, но не завершил выступление.
В 1968 году вошёл в состав сборной Малайзии на летних Олимпийских играх в Мехико. В беге на 400 метров с барьерами занял последнее, 8-е место в четвертьфинале, показав результат 53,23 секунды и уступив 1,92 секунды попавшему в полуфинал с 4-го места Джону Шервуду из Великобритании.
Работал в компании Telekom Malaysia и тренировал её легкоатлетическую команду.
Умер 6 июня 2020 года в Серембане от рака горла.

## Личный рекорд
- Бег на 400 метров с барьерами — 52,8 (1968)[1]